# アンソニー・ジョセフ・ドレクセル1世
アンソニー・ジョセフ・ドレクセル一世（Anthony Joseph Drexel I、1826年9月13日 - 1893年6月30日）は、アメリカ合衆国の資本家、銀行家。J.P. モルガン&カンパニー（J.P. Morgan & Company）の前身となるドレクセル・モルガン＆カンパニー（Drexel, Morgan & Co.）の共同設立者である。博愛主義者でもあり、ドレクセル大学（Drexel University）の創立者。

## 略歴

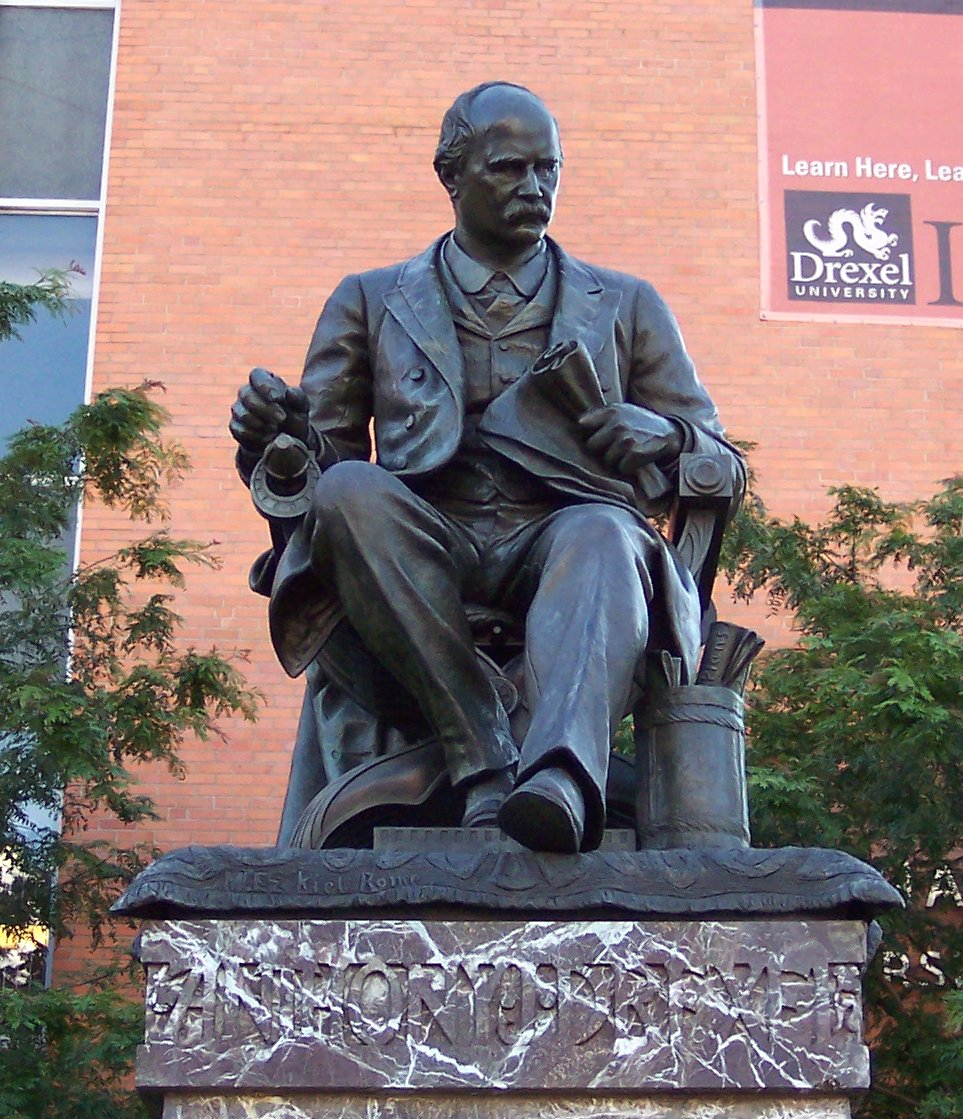
ドレクセル大学のアンソニー・J・ドレクセルの銅像

1871年にJ.P. モルガン&カンパニーの前身となるドレクセル・モルガン＆カンパニー（Drexel, Morgan & Co.）を投資家であり銀行家のJ・P・モルガンと共同でニューヨークに設立した。1880年にWinslow, Lanier & Co. が4000万ドルの社債を引受けたニューヨーク・セントラル鉄道を共同経営した。また、エジソン電気照明会社へも共同で融資を行った。
1933年のグラス・スティーガル法により、ドレクセル・モルガン＆カンパニーは預金銀行業へ専心するモルガン系企業となった。
1965年にはブラウン・ブラザーズ・ハリマンのプライベートバンキング部門と合併してDrexel Harriman Ripley となった。1970年代半ばにはFirestone Tire and Rubber Company に株式の1/4を売却してDrexel Firestone となった。これより先の物語はマイケル・ミルケンを参照されたい。
博愛家でもあるドレクセル1世は、どんな経歴を持つ者にも「実践的な芸術と科学」の教育機会を提供することを目的に、1891年、後にドレクセル大学となるドレクセル芸術・科学・産業大学（Drexel Institute of Art, Science and Industry）を出生地であるペンシルベニア州フィラデルフィアに創設した。